# Диана Дудева
Диана Дудева e българска гимнастичка.

## Биография
Диана Дудева е родена на 7 юли 1968 г. в град Плевен. Започва да тренира спортна гиманстика на 9-годишна възраст в ДФС „Спартак“, Плевен при треньора Маргарита Томова (1977). Завършва Национална спортна академия „Васил Левски“.
Една от най-успелите български гимнастички. На Олимпийските игри в Сеул през 1988 г. печели бронзов медал на земя, който е първият в историята на българската женска спортна гимнастика. Има още два медала от европейски първенства сребърен и бронзов.
Оттегля се от гимнастиката след Летните олимпийски игри в Сеул през 1988 г. Омъжена е за Пламен Петков, който е двукратен европейски шампион в спортната гимнастика и също възпитаник на Националната спортна академия. Сега живеят в Гърция, където работят като треньори на националния отбор. Имат две деца Радина и Даниел.
Диана Дудева е патентовала гимнастически елемент на свое име.